# TSG Ketsch
Die TSG Ketsch ist ein Sportverein aus der kurpfälzischen Gemeinde Ketsch. Er ist überregional bekannt durch seine Frauenhandballmannschaft, die mehrere Spielzeiten der 1. Bundesliga und der 2. Bundesliga angehörte.

## Der Verein
Der 1902 gegründete Verein hat ca. 1800 Mitglieder und gliedert sich in die sechs Abteilungen Handball, Turnen, Leichtathletik, Gymnastik, Volleyball und Gesundheitssport. Überregional bekannt ist der Verein vor allem durch seine 450 Mitglieder starke Handballabteilung. Die Frauenmannschaft, von ihren Fans als „Ketscher Bären“ bezeichnet, gehörte insgesamt fünf Spielzeiten der 1. Bundesliga an. Seit 2015 bezeichnet sich die Mannschaft als „Kurpfalz-Bären“.

## Die Handballerinnen der TSG
Zunächst einmal waren es die Männer, die den Ketscher Handball überregional bekannt machten. Bei den Endrunden um die deutsche Feldhandball-Meisterschaft 1955 und 1963 war die TSG dabei und scheiterte jeweils erst im Viertelfinale. Die Handballerinnen traten bundesweit erstmals in Erscheinung, als sie am Wochenende des 18./19. Februar 1961 die Endrunde um die deutsche Hallenhandball-Meisterschaft ausrichteten. Dabei sahen 600 Zuschauer den 5:4-Finalsieg des RSV Mülheim nach zweimaliger Verlängerung gegen Vorwärts Frankfurt.
Sportlich hinkte man noch etwas hinterher, denn als 1969 die Oberliga Baden eingeführt wurde, war die TSG Ketsch nicht dabei. Zwölf Jahre später gelang der Aufstieg, doch mit 12:32 Punkten musste man als Tabellenletzter den Gang in die neu geschaffene Landesliga antreten. 1983 erfolgte der sofortige Wiederaufstieg. Als Oberliga-Neuling errang die TSG mit 32:12 Punkten hinter der TG Laudenbach (35:9) die Vizemeisterschaft. Ein Jahr später, 1984/85, sicherte man sich mit 35:5 Zählern und einem anschließenden Erfolg im Entscheidungsspiel gegen den punktgleichen TSV 05 Rot die Oberliga-Meisterschaft und schaffte den Aufstieg in die Regionalliga Süd. Dort verweilte die TSG sieben Jahre, ehe 1991/92 der große Wurf gelang. Mit 13:8 setzte man sich im letzten Saisonspiel gegen den punktgleichen Tabellenführer TV Echterdingen durch und stieg in die 2. Bundesliga Süd auf. 1994/95 und 1999/00 spielte man jeweils ein Jahr lang in der 1. Bundesliga, zwischen 2005 und 2008 weitere drei Jahre. Die Bilanz seit 1985 – sieben Jahre Regionalliga, vierzehn Jahre 2. Bundesliga und fünf Jahre 1. Bundesliga – verdeutlicht, warum die TSG Ketsch mittlerweile unangefochten die Nummer eins im badischen Frauenhandball ist. 2011/12 stieg die Mannschaft sportlich ab, hätte aber wegen der Insolvenz der Kickers Sindelfingen in der 2. Bundesliga bleiben können. Man ging aber trotzdem freiwillig in die 3. Liga. 2012/13 wurde die Mannschaft Meister in der 3. Liga West, aber erneut verzichtete der Verein auf die 2. Bundesliga. 2016 kehrte Ketsch in die 2. Bundesliga zurück. In der Saison 2018/19 gelang Ketsch der Aufstieg in die Bundesliga. Nach der Saison 2020/21 stieg das Team in die 2. Bundesliga ab. Vier Jahre später stieg die Damenmannschaft in die 3. Liga ab.

## Größte Erfolge
- Aufstieg in die 1. Bundesliga 1994, 1999, 2005 und 2019
- Deutscher Vizemeister weibliche B-Jugend 2003
- Deutscher Meister der weiblichen A-Jugend 2007
- Deutsche Vizemeister weibliche B-Jugend 2009
- Deutscher Vizemeister weibliche A-Jugend 2011
- Aufstieg in die 2. Bundesliga 1992, 2012 und 2016
- Deutscher Meister der weiblichen B-Jugend 2013
- Sieger IBOT (Handballturnier) Weibliche B-Jugend 2004, 2010
- Sieger IBOT (Handballturnier) Weibliche C-Jugend 2011

## Saisonbilanzen seit 1989/90
| Saison  | Spielklasse       | Platz | Sp. | Tore    | Diff. | Punkte |
| ------- | ----------------- | ----- | --- | ------- | ----- | ------ |
| 1989/90 | Regionalliga Süd  | 3     | 18  | 276:264 | +12   | 20:16  |
| 1990/91 | Regionalliga Süd  | 3     | 20  | 338:289 | +49   | 28:12  |
| 1991/92 | Regionalliga Süd  | 1     | 26  | 490:394 | +96   | 42:10  |
| 1992/93 | 2. Bundesliga Süd | 11    | 22  | 387:428 | −41   | 13:31  |
| 1993/94 | 2. Bundesliga Süd | 2     | 20  | 395:356 | +39   | 27:13  |
| 1994/95 | 1. Bundesliga     | 14    | 26  | 465:686 | −221  | 3:49   |
| 1995/96 | 2. Bundesliga Süd | 2     | 26  | 556:518 | +38   | 38:14  |
| 1996/97 | 2. Bundesliga Süd | 4     | 26  | 557:516 | +41   | 34:18  |
| 1997/98 | 2. Bundesliga Süd | 6     | 26  | 542:533 | +9    | 29:23  |
| 1998/99 | 2. Bundesliga Süd | 2     | 26  | 597:511 | +86   | 43:9   |
| 1999/00 | 1. Bundesliga     | 12    | 22  | 444:535 | −91   | 8:36   |
| 2000/01 | 2. Bundesliga Süd | 5     | 26  | 582:564 | +18   | 31:21  |
| 2001/02 | 2. Bundesliga Süd | 7     | 26  | 673:679 | −6    | 27:25  |
| 2002/03 | 2. Bundesliga Süd | 5     | 26  | 732:688 | +44   | 34:18  |
| 2003/04 | 2. Bundesliga Süd | 3     | 28  | 833:672 | +161  | 44:12  |
| 2004/05 | 2. Bundesliga Süd | 3     | 26  | 803:650 | +153  | 42:10  |
| 2005/06 | 1. Bundesliga     | 10    | 22  | 518:632 | −114  | 10:34  |
| 2006/07 | 1. Bundesliga     | 10    | 22  | 557:669 | −112  | 12:32  |
| 2007/08 | 1. Bundesliga     | 11    | 22  | 602:741 | −139  | 10:34  |
| 2008/09 | 2. Bundesliga Süd | 6     | 22  | 659:684 | −29   | 25:19  |
| 2009/10 | 2. Bundesliga Süd | 11    | 22  | 545:654 | −109  | 13:31  |
| 2010/11 | 3. Liga Süd       | 1     | 26  | 917:690 | +227  | 46:6   |
| 2011/12 | 2. Bundesliga     | 13    | 30  | 841:967 | −126  | 15:45  |
| 2012/13 | 3. Liga West      | 1     | 24  | 751:638 | +113  | 41:7   |
| 2013/14 | 3. Liga Süd       | 4     | 24  | 695:623 | +72   | 31:17  |
| 2014/15 | 3. Liga Süd       | 2     | 26  | 767:622 | +145  | 44:8   |
| 2015/16 | 3. Liga Süd       | 1     | 22  | 717:543 | +174  | 42:2   |
| 2016/17 | 2. Bundesliga     | 6     | 30  | 838:797 | +41   | 31:29  |
| 2017/18 | 2. Bundesliga     | 3     | 28  | 759:685 | +74   | 34:22  |
| 2018/19 | 2. Bundesliga     | 3     | 30  | 867:730 | +137  | 47:13  |
| 2019/20 | Bundesliga        | 14    | 18  | 429:575 | −146  | 3:33   |
| 2020/21 | Bundesliga        | 15    | 30  | 654:920 | −266  | 4:56   |
| 2021/22 | 2. Bundesliga     | 6     | 30  | 845:798 | +47   | 34:26  |
| 2022/23 | 2. Bundesliga     | 11    | 30  | 801:867 | −66   | 25:35  |
| 2023/24 | 2. Bundesliga     | 12    | 30  | 807:904 | −97   | 24:36  |
| 2024/25 | 2. Bundesliga     | 14    | 30  | 766:914 | −148  | 15:45  |

|  | Aufstieg |
|  | Abstieg  |

## Kader für die Saison 2024/25
Katarina Longo, Svenja Mann, Sara Goudarzi, Katja Hinzmann, Marlis Mader, Ina Scheffler, Lea Marmodee, Janneke Geigle, Natasha Lerche, Amelie Möllmann, Johanna Wiethoff, Viviane Schranz, Lena Stitzel, Rebecca Engelhardt, Katharina Hufschmidt

## Trainer seit 1994
- Juli 1994 – Januar 2008: Karin Euler
- Januar 2008 – Juni 2008: Rolf König (zuvor Co-Trainer)
- 1. Juli 2008 – 2009: Eric Abel
- 2009: Branco Dojcak
- 2010: Rolf König
- 2011: Yvonne Thon
- 2012 – Juni 2015: Marcus Gutsche[2]
- 2015 – 2016: Rudi Frank und Thomas Löbich[3]
- 2016 – 2020: Katrin Schneider
- 2020 – 2021: Adrian Fuladdjusch
- seit 2021: Franziska Steil